# Мирољуб Алексић (сликар)
Мирољуб Алексић (Ниш, 10. август 1919—12. јануар 2016, Ниш), био је српски сликар, професор и дугогодишњи директор Школе за ликовне техничаре у Нишу. Алексић је један од оснивача Школе за примењене уметности у Нишу, члан је УЛУС-а од 1959. године и један од иницијатора обнављања Ликовне колоније Сићево.

## Живот и дело
Основну школу и гимназију похађао је у Нишу. За време Другог светског рата био је у заробљеништву у Бременфердену, у Немачкој (1941 – 1942), а онда се прикључује антифашистичкој борби. Од 1945. до 1949. студира на Академији ликовних уметности у Београду, у класи професора Ивана Табаковића. По завршетку, хонорарно предаје историју уметности на Вишој педагошкој школи у Нишу, а од 1949. до 1956. професор је Школе за примењене уметности у Нишу. Од 1956. до 1962. предаје цртање у Гимназији „Стеван Сремац“. Члан Удружења ликовних уметника Србије (УЛУС) постаје 1959. године. Директор Школе за ликовне техничаре у Нишу је од 1974. до одласка у пензију 1983. године. Од 1989. до 1994. је председник Друштва ликовних уметника Ниша.
Његове слике се налазе у музејима у Нишу (Народни музеј, Галерија савремене уметности), Зајечару (Народни музеј), Лесковцу и код колекционара и љубитеља уметности у Београду, Вараждину, Паризу, Великом Трнову, Пловдиву, Норвешкој и Америци.
Преминуо је у Нишу 12. јануара 2016. године, а сахрањен 16. јануара на Новом гробљу у Нишу.

## Самосталне изложбе
- Лесковац, (1953), са Божом Илићем,
- Ниш, (1953), са Сретеном Даниловићем,
- Зајечар, (1957), са Божом Илићем,
- Приштина (1957), са Божом Илићем,
- Ниш (2004), ретроспектива,

## Колективнер изложбе
Мирољуб Алексић је био учесник на више од 100 групних изложби у земљи и свету.

## Награде
- Награда Градског НО за изузетно залагање у настави и ликовној култури,
- Прва награда на конкурсу за општинску таксену марку (1960),
- Награда Сликарске колоније Classic (1995),